# Tuệ Minh
Tuệ Minh (24 tháng 2 năm 1938 – 24 tháng 2 năm 2018) là nữ diễn viên, đạo diễn điện ảnh Việt Nam. Bà được biết đến qua một số bộ phim Truyện vợ chồng anh Lực, Một ngày mùa thu, Vĩ tuyến 17 ngày và đêm đồng thời là vợ của nhà văn Nguyễn Đình Thi. Năm 2016, bà được Nhà nước Việt Nam phong danh hiệu Nghệ sĩ nhân dân.

## Tiểu sử
Tuệ Minh tên đầy đủ Bùi Trần Tuệ Minh, sinh ngày 24 tháng 2 năm 1938 tại Hà Nội. Năm 15 tuổi, bà tham gia cách mạng, rồi trở thành diễn viên Đoàn Văn công Nhân dân Trung ương với vai trò diễn viên kịch, chèo, múa. Năm 1956, bà chuyển sang Xưởng phim Việt Nam. Đến năm 1959, Trường Điện ảnh Việt Nam được thành lập, Tuệ Minh theo học khóa diễn viên đầu tiên cùng với Trà Giang, Ngọc Lan, Minh Đức,... và tốt nghiệp năm 1962, sau đó về công tác tại Xưởng phim truyện Việt Nam. Vai diễn đầu tay trong sự nghiệp điện ảnh của bà là vai Thơm trong phim Một ngày đầu thu. Sau đó bà tham gia một số bộ phim như Vĩ tuyến 17 ngày và đêm, Ngày lễ Thánh, Vợ chồng anh Lực, Dòng sông âm vang, Nguyễn Văn Trỗi. Trong đó vai diễn Hương trong phim Vợ chồng anh Lực bà đã đoạt giải "Nữ diễn viên xuất sắc" tại Liên hoan phim Việt Nam lần thứ 2.
Ở lĩnh vực sân khấu, bà nổi tiếng với vai diễn Phượng trong vở kịch Cách mạng của nhà văn Nguyễn Khải, Nora trong vở Chết lúc rạng đông, Phan Thị Quyên trong vở Anh Trỗi còn sống mãi và Chín Cưỡng trong Tuổi 17 (vai diễn đã được trao giải Diễn viên xuất sắc trong Liên hoan sân khấu chuyên nghiệp toàn quốc 1981). Nghỉ hưu từ năm 1994 nhưng bà vẫn làm biên kịch, đạo diễn các phim video như: Tô Thị (giải thưởng Hội Liên hiệp Văn học Nghệ thuật 1995), Khi con tàu trở về, Bến bờ (giải thưởng Hội Liên hiệp Văn học Nghệ thuật 2001), Chúng tôi ngày ấy. Với chất giọng truyền cảm, Tuệ Minh còn là phát thanh viên chương trình "Đọc truyện đêm khuya" và "Văn nghệ thiếu nhi" trên Đài Tiếng nói Việt Nam.
Tuệ Minh được Nhà nước phong tặng danh hiệu Nghệ sĩ ưu tú đợt đầu năm 1984 và Nghệ sĩ nhân dân năm 2015. Bà còn được tặng Huân chương Kháng chiến chống Mỹ hạng Nhất (1986) và Huân chương Lao động hạng Nhì (1998).
Ngày 24 tháng 2 năm 2018, bà qua đời tại viện dưỡng lão ở Hà Nội, hưởng thọ 80 tuổi.

## Tác phẩm

### Vai trò diễn viên
| Năm  | Phim                    | Vai diễn      | Đạo diễn                            | Nguồn  |
| ---- | ----------------------- | ------------- | ----------------------------------- | ------ |
| 1962 | Một ngày đầu thu        | Thơm          | Huy Vân, NSND Hải Ninh              | [ 11 ] |
| 1966 | Nguyễn Văn Trỗi         | Chị Y         | NSND Bùi Đình Hạc, NSƯT Lý Thái Bảo | [ 12 ] |
| 1970 | Mùa than                | Vợ Xướng      | NSND Huy Thành                      | [ 13 ] |
| 1972 | Truyện Vợ chồng anh Lực | Hương         | NSND Trần Vũ                        | [ 14 ] |
| 1972 | Vĩ tuyến 17 ngày và đêm | Thương        | NSND Hải Ninh                       | [ 15 ] |
| 1972 | Người đôi bờ            | Hiền          | NSND Huy Thành                      | [ 12 ] |
| 1973 | Độ dốc                  | Hoa           | NGND Lê Đăng Thực                   | [ 16 ] |
| 1974 | Em bé Hà Nội            | Cô bán gạo    | NSND Hải Ninh                       | [ 17 ] |
| 1974 | Dòng sông âm vang       | Thủy          | Nguyễn Đỗ Ngọc                      | [ 18 ] |
| 1976 | Cô gái và anh lái xe    | PGĐ Bệnh viện | Nông Ích Đạt                        | [ 19 ] |
| 1976 | Ngày lễ Thánh           | Xơ Khuyên     | NSND Bạch Diệp                      | [ 20 ] |
| 1984 | Ngọn đèn trong mơ       | Mẹ Trung      | Đỗ Minh Tuấn                        | [ 21 ] |
| 1985 | Cánh diều nhỏ           |               | Khải Hưng                           |        |
| 1988 | Điều anh chưa kịp nói   | Bà chủ quán   | NSƯT Nguyễn Ngọc Trung              |        |

### Vai trò đạo diễn
| Năm  | Phim              | Hình thức            | Chú thích      |
| ---- | ----------------- | -------------------- | -------------- |
| 1982 | Ai giận ai thương | Điện ảnh             |                |
| 2001 | Chúng tôi ngày ấy | Điện ảnh truyền hình | kiêm diễn viên |

## Đời tư
Tuệ Minh trải qua cuộc hôn nhân với đạo diễn Huy Vân – đạo diễn chính của bộ phim Một ngày đầu thu và có hai người con gái. Sau khi Huy Vân mất năm 1982, Tuệ Minh tiến đến hôn nhân với nhà văn Nguyễn Đình Thi và chung sống với ông 20 năm đến khi ông mất năm 2003.